# Ananias av Damaskus
Ananias av Damaskus var en av Jesu lärjungar. Han levde i Damaskus och omnämns i Apostlagärningarnas kapitel 9 och 22. Ananias fick i uppdrag av Gud att återställa Paulus syn efter att denne hade bländats på vägen till Damaskus. Därefter fick Paulus instruktioner om hur han skulle tjäna Kristus och blev även döpt. Enligt katolsk tradition led Ananias martyrdöden.
Ananias minnesdag firas den 25 januari, samma dag som aposteln Paulus omvändelse.

### Webbkällor
- ”Ananias”. Ökumenisches Heiligenlexikon. https://www.heiligenlexikon.de/BiographienA/Ananias.html. Läst 15 april 2016.